# Brachymeria coxodentata
Brachymeria coxodentata är en stekelart som beskrevs av Joseph, Narendran och Joy 1970. Brachymeria coxodentata ingår i släktet Brachymeria och familjen bredlårsteklar. Inga underarter finns listade.